# Zarządzanie marką
Zarządzanie marką (ang. brand management) – technika marketingowa, zajmująca się wprowadzeniem na rynek i dalszym kreowaniem i koordynowaniem marki, tak aby osiągać maksymalne zyski ze sprzedaży produktów danej marki oraz wszelkie działania służące wzbudzeniu wśród nabywców skojarzeń marki z danym produktem i dbanie o jej pozytywny wizerunek. Budowanie marki stanowi istotny element w późniejszych zyskach firmy. Utrzymanie przewagi konkurencyjnej danej marki wymaga ciągłego reagowania na zmiany które zachodzą w jego otoczeniu. W zależności od sytuacji na rynku, specjaliści stosują różne strategię zarządzania markami, aby osiągnąć założone cele. Zarządzaniem marką zajmuje się opiekun marki (ang. brand manager).

## Historia
Historia oznaczania produktów sięga ponad 7000 lat, znajdując swoje źródło w starożytnych państwach takich jak Syria, Egipt, Rzym czy Chinach. Archeolodzy, na podstawie swoich znalezisk, dowodzą, że marki, czyli znaczniki nadawane przez właścicieli i wytwórców w celu wyróżnienia i określenia pochodzenia ich produktów oraz odróżnienia go od produktów konkurencji, umieszczane były głównie na wyrobach ceramicznych, ale także tych ze złota i srebra, na jednostkach monetarnych, cegłach, ołowianych rurach czy preparatach leczniczych.
Angielskie słowo „marka”, czyli „brand” – wywodzi się od czasownika „to brand” oznaczającego między innymi „wypalać”, mający swoje źródło w znakowaniu przez pierwszych amerykańskich hodowców swoich zwierząt, którzy wypalając piętno rozżarzonym żelazem, określali pochodzenia zwierząt i informowali o jakości.
Chociaż historia nadawania marek produktom jest bardzo długa, to dopiero na początku XX wieku zaczęto przywiązywać do tego zagadnienia większą uwagę. Spowodowane to było zmianami w środowisku makroekonomicznym, czyli między innymi szybkim postępem technicznym w transporcie i komunikacji, udoskonalanie procesów produkcji, postęp w dziedzinie opakowań, zmiany prawne, rosnące zainteresowanie zagadnieniami reklamy i promocji czy zwiększoną industrializacją i urbanizacją społeczeństw. W związku z rosnącym zainteresowaniem markami, powstało nowe stanowisko pracy, kierownika którego zadaniem była właśnie koordynacja wszelkich działań marketingowych, związanych z marką produktów. Kolejne lata, aż do dziś, charakteryzują się ciągłym rozwojem zarządzania i marketingu w stosunku do marki.

## Definicja
Współcześnie funkcjonuje bardzo dużo definicji marki. Ogólnie, można podzielić je na dwie zasadnicze grupy, zawierające w sobie wiele definicji, jedna przedstawia pojęcie z punktu widzenia sprzedawcy/ wytwórcy a druga nabywcy.
1. Marka to szczególna nazwa, znak, symbol, wzór lub ich kombinacja, nadana przez sprzedawcę lub grupę sprzedawców, mająca na celu identyfikację wyrobu lub usługi oraz ich wyróżnienie na tle oferty konkurentów.
2. Markę możemy również określić jako sumę niematerialnych atrybutów produktu, takich jak: nazwa, opakowanie, cena, historia, reputacja i sposób jego reklamowania. Markę można też definiować jako sumę wrażeń, jakie odnoszą konsumenci w wyniku jej użytkowania.
Z marką związane są następujące terminy:
- – nazwa marki
- – symbol marki
- – znak towarowy
- – znak firmowy
- – znak handlowy
- – znak certyfikatu
- – firma i wartość firmy

Zarządzanie marką wymaga wywołania w odbiorcach i potencjalnych konsumentach określonego typu zachowań, głównie chodzi o zakup danego produktu. Znajomość marki, jest bardzo znacząca w procesie decyzyjnym każdego człowieka. Dlatego szereg działań marketingowych ma za zadanie, zapoznania i utrwalenia w umyśle konsumenta określonej marki i jej produktów. Czynnikami, które określają znajomość marki i wpływają na zachowania konsumenta są: świadomość marki, rozpoznawalność marki, pamięć marki i priorytet związany z marką i ich pozytywne nacechowanie.

## Kapitał marki (brand equity)
Celem zarządzania marką jest stworzenie silnej marki, rozumianej jako zbiór atrybutów związanych z marką, jej nazwą, symbolem, które determinują wartość produktu oznaczonego dana marką dla nabywcy i warunkują zdolność przedsiębiorstwa do realizacji długoterminowych celów.
Czynniki determinujące kapitał marek to:
- – zyski i udział w rynku,
- – długowieczność,
- – podatność na działania konkurencji,
- – skojarzenia związane z marką,
- – lojalność wobec marki,
- – postrzeganą jakość,
- – potencjał wzrostu
- – znajomość marki
- – inne aktywa marki (np. patenty)